# Финале Светског првенства у фудбалу 1966.
Финале Светског првенства 1966. је била фудбалска утакмица између Енглеске и Западне Немачке да би се одредио победник Светског првенства 1966. године. Енглеска је победила са 4−2 после продужетака и освојила трофеј Жила Римеа. Ово је био први – и до данас (2025) једини – пут да је Енглеска била домаћин или освојила Светско првенство.
Утакмица се памти по јединој светској титули Енглеске, хет-трику Џефа Херста – првом и до сада једином постигнутом у финалу Светског првенства – и контроверзном трећем голу који је Енглеској доделио судија Готфрид Динст, на интервенцију линијског судије Тофика Бахрамова. Тим Енглеске постао је познат као „чудо без крила”, због своје тада неконвенционалне уске нападачке формације, описане у то време као 4–4–2.
Поред посете стадиона од 96.924 гледалаца, британска телевизијска публика достигла је бројку од 32,3 милиона гледалаца, што га чини најгледанијим телевизијским догађајем у Уједињеном Краљевству икада.

## Пут до финала
Обе екипе су оствариле добре резултате током целог турнира. Сваки је победио по две и ремизирао један од своја три меча у групној фази. Енглеска није примила гол до полуфинала против Португалије.
| Тим       | Од. | Д | Н | И | ДГ | ПГ | ГР | Бод. |
| --------- | --- | - | - | - | -- | -- | -- | ---- |
| Енглеска  | 3   | 2 | 1 | 0 | 4  | 0  | +4 | 5    |
| Уругвај   | 3   | 1 | 2 | 0 | 2  | 1  | +1 | 4    |
| Мексико   | 3   | 0 | 2 | 1 | 1  | 3  | −2 | 2    |
| Француска | 3   | 0 | 1 | 2 | 2  | 5  | −3 | 1    |

| Тим             | Од. | Д | Н | И | ДГ | ПГ | ГР | Бод. |
| --------------- | --- | - | - | - | -- | -- | -- | ---- |
| Западна Немачка | 3   | 2 | 1 | 0 | 7  | 1  | +6 | 5    |
| Аргентина       | 3   | 2 | 1 | 0 | 4  | 1  | +3 | 5    |
| Шпанија         | 3   | 1 | 0 | 2 | 4  | 5  | -1 | 2    |
| Швајцарска      | 3   | 0 | 0 | 3 | 1  | 9  | −8 | 0    |

## Утакмица

### Резиме

#### Регуларни део
У 12. минуту, Зигфрид Хелд је убацио лопту у шеснаестерац Енглеза коју је Реј Вилсон грешком главом додао до Хелмута Халлера, који је шутирао на гол. Џек Чарлтон и голман Гордон Бенкс нису успели да се изборе са лоптом која је ушла у гол, што је довело до резултата 1−0 за Западну Немачку.
У 18. минуту, Волфганг Оверат је био заслужан за слободан ударац, који је Боби Мур одмах извео, упутивши центаршут на половину Западне Немачке, где је Џеф Херст сам отрчао; његов ударац главом наниже је ушао у мрежу и поравнао резултат на 1−1. Екипе су биле изједначене на полувремену, а после 77 минута Енглеска је извела корнер. Алан Бол је испоручио лопту Херсту чији је одбрањени ударац са ивице шеснаестерца пронашао Мартина Питерса. Он је извео последњи ударац, савладавши голмана Западне Немачке и постигао резултат 2–1 за Енглеску.
Западна Немачка је притискала домаћина у завршним тренуцима, а у 89. минуту Џек Чарлтон је скривио слободан ударац због контакта са Увеом Зелером када су обојица пошли на ударац главом. Ударац је извео Лотар Емерих, који је погодио живи зид; лопта је пала до Хелда, који је испуцао лопту у тело Карла-Хајнца Шнелингера. Лопта је скренула преко шеснаестерца Енглеске и омогућила Волфгангу Веберу да изједначи резултат на 2–2 и пошаље меч у продужетке. Бенкс је протестовао што је лопта погодила Шнелингера у руку, али поновни снимци су показали да је Шнелингера ударила у леђа.

#### Продужеци
Енглеска је нападала и створила неколико шанси. Конкретно, након пет минута након почетка продужетака, Чарлтон је погодио стативу и послао још један ударац поред гола. Након 11 минута продужетка, Бол је убацио центаршут, а Херст је шутирао из непосредне близине. Лопта је погодила доњу страну пречке, одбила се и била је избијена. Судија Готфрид Динст није био сигуран да ли је то био гол и консултовао је линијског судију, Тофика Бахрамова, који је тврдио да јесте, а швајцарски судија је досудио гол домаћем тиму. Публика на стадиону и 400 милиона телевизијских гледалаца остављено је у препирци да ли је требало досудити гол или не. Ова пречка је данас изложена на стадиону Вембли.
Трећи гол Енглеске остао је контроверзан и након од меча. Према правилима игре дефиниција гола је када „цела лопта пређе преко гол-линије”. Присталице Енглеске су навеле добру позицију линијског судије и изјаву Роџера Ханта, најближег играча Енглеске лопти, који је тврдио да је био гол и да је због тога прославио уместо да покуша да избаци лопту која се одбила. Савремене студије које користе анализу снимака и компјутерске симулације показале су да цела лопта никада није прешла линију – само 50% јесте. Данкан Гилис из групе за обраду визуелних информација са Империјалног колеџа у Лондону, као и Ијан Рид и Ендру Зисерман са Одељења за инжењерске науке на Универзитету у Оксфорду су изјавили да је лопта морала да прође још 18±4 cm да би у потпуности прешла линију. Неки Немци су навели могућу пристрасности совјетског линијског судије, посебно пошто је управо СССР био поражен у полуфиналу од Западне Немачке.
Минут пре краја утакмице, немачки дефанзивци су пошли напред у очајничком покушају да постигну изједначење у последњем минуту. Освојивши лопту, Мур је дугим пасом пронашао нечуваног Херста, који је наставио напред док су неки гледаоци почели да улазе на терен, а Херст је, како је касније открио, покушао да шутира лопту што даље у трибине Вемблија, како би потрошио време. Направио је грешку у том покушају, али је промашај отишао право у горњи угао мреже Ханса Тилковског, чиме је постигао историјски хет-трик и обезбедио титулу светског првака Енглеској. Гол је довео до једног од најпознатијих изјава у историји енглеског фудбала, када је коментатор BBC-ја Кенет Волстенхолм описао ситуацију на следећи начин:
| „ | „И долази Херст. Има... неки људи су на терену, мисле да је све готово. Сада јесте! Четири нула је!” | ” |

Једна од лопти из финала изложена је у Националном музеју фудбала у Манчестеру.

### Детаљи
| Енглеска                           | 4–2 (прод.) | Западна Немачка       |
| ---------------------------------- | ----------- | --------------------- |
| Херст 18’, 101’, 120’ · Питерс 78’ | Извештај    | Халер 12’ · Вебер 89’ |

| Енглеска | Западна Немачка |

| Г         | 1  | Гордон Бенкс  |     |
| О         | 2  | Џорџ Коен     |     |
| О         | 5  | Џек Чарлтон   |     |
| О         | 6  | Боби Мур (к)  |     |
| О         | 3  | Реј Вилсон    |     |
| С         | 4  | Ноби Стајлс   |     |
| С         | 7  | Алан Бол      |     |
| С         | 9  | Боби Чарлтон  |     |
| С         | 16 | Мартин Питерс | 20’ |
| Н         | 10 | Џеф Херст     |     |
| Н         | 21 | Роџер Хант    |     |
| Селектор: |    |               |     |
| Алф Ремзи |    |               |     |

| Г          | 1  | Ханс Тилковски       |
| О          | 2  | Хорст Дитер Хетгес   |
| О          | 5  | Вили Шулц            |
| О          | 6  | Волфганг Вебер       |
| О          | 3  | Карл Хајнц Шнелингер |
| С          | 4  | Франц Бекенбауер     |
| С          | 12 | Волфганг Оверат      |
| Н          | 8  | Хелмут Халер         |
| Н          | 9  | Уве Зелер (к)        |
| Н          | 10 | Зигфрид Хелд         |
| Н          | 11 | Лотар Емерих         |
| Селектор:  |    |                      |
| Хелмут Шен |    |                      |

| Помоћне судије: Тофик Бахрамов (Совјетски Савез) Карол Галба (Чехословачка) | Правила - 90 минута - 30 минута продужетка ако је потребно - Доигравање ако је и даље нерешено - Измене нису дозвољене |

## Последице

### Шампионска фотографија и статуа
Једна од чувених слика прославе на Вемблију непосредно после утакмице била је слика капитена Бобија Мура који држи трофеј Жила Римеа, на раменима Џефа Херста и Реја Вилсона, заједно са Мартином Питерсом. У знак признања за допринос Мура и других играча Вест Хема јунајтеда победи, клуб и Савет општине Њуам заједнички су наручили статуу ове сцене. Дана 28. априла 2003. принц Ендру, као председник Фудбалског савеза Енглеске, свечано је открио Скулптуру Светског првенства (такође познату као Шампиони) на истакнутом месту у близини Вест Хемовог терена, у то време, Болејн Граунда, на раскрсници Баркинг Роуда и Грин Стрита. Бронзану статуу високу 4 метра је извајао Филип Џексон и тежи је 4 тоне.

### Културни утицај

#### Пренос и гледаност
Ово финале је најгледанији догађај на британској телевизији икада, а пратило га је 32,3 милиона гледалаца.

#### Утицај
У Немачкој, погодак који је резултат ударца који се одбио од пречке и погодио линију назива се Wembley-Tor (Вембли гол) због контроверзне природе Херстовог другог гола. Овај гол је много пута пародиран. Неки од најзначајнијих укључују:
- Трећи гол Енглеске се помиње у Adidas-овој реклами из 2006. године, где енглески везиста Френк Лампард шутира на немачког голмана Оливера Кана, а сличан догађај уследи.[18] Дана 27. јуна 2010. на Светском првенству те године сличан гол Лампарда грешком није грешком (ТВ репризе су показале да је лопта пала поред гол-линије пре него што се одбила) што би донело изједначење на утакмици осмине финала против Немачке са 2−2 (Немачка је победила са 4−1).[19]
- Коментар Кенета Волстенхолма о трећем голу који се одбио на линији, „Гол је!” је коришћен (заједно са звуком ломљења стакла) у коду на касети ране верзије песме Битлса „Glass Onion”, доступној на албуму Anthology 3.[20]

У августу 1966. године Краљевска пошта је издала посебну марку са ознаком „ENGLAND WINNERS” да прослави победу. Вредност јој је порасла до 15 шилинга на основу ентузијазма јавности због победе пре него што је поново пала у вредности када је јавност схватила да није ретка.
Обележавајући 50. годишњицу победе Енглеске на Светском првенству у јулу 2016, ITV је емитовао документарни филм 1966 – Нација се сећа, са Теренсом Стампом као наратором, који је присуствовао свакој утакмици Енглеске на том турниру.
Победа на Светском првенству се појављује у песми „Three Lions” (познатој по рефрену „Football's Coming Home”), незваничној химни фудбалске репрезентације Енглеске. Победа Енглеске у финалу је такође помогла навијачима да креирају песму „Two World Wars and One World Cup”.
Утакмица се приказује у петој епизоди пете сезоне америчке историјско-драмске серије Људи са Менхетна, где један од ликова, Енглез Лејн Прајс, гледа и прославља победу у пабу.

### Додела победничких медаља 2009.
Чланови победничког тима Енглеске који нису освојили медаље 1966. примили су их 10. јуна 2009. након церемоније у Даунинг стриту 10 у Лондону. Испрва је само 11 играча на терену на крају меча добило медаље, али је ФИФА касније доделила медаље сваком репрезентативцу победничког тима који није играо финалну утакмицу Светског првенства од 1930. до 1974. године.